# Xerochrysum leucopsideum
Xerochrysum leucopsideum là một loài thực vật có hoa trong họ Cúc. Loài này được (DC.) Paul G.Wilson miêu tả khoa học đầu tiên.